# Escin
Escin je vazoprotektor. To je ekstrakt sjemenki divljeg kestena (Aesculus hippocastanum). Escin nije samostalan kemijski entitet - u pitanju je kompleksna smjesa raznih triterpenskih saponina. Tu su zastupljeni triterpenski oligoglikozidi, escini Ia, Ib, IIa, IIb i IIa, kao i acilirani polihidroksioleanenski triterpenski oligoglikozidni escini IIIb, IV, V i VI te izoescini Ia, Ib i V te sapogenoli hipokeskulin i baringtogenol-C. 
Nadalje, u ekstraktu divljeg kestena mogu se naći flavonoidi poput flavonol glikozida, tanina, kinona, stigmasterola, alfa-spinasterola, beta-sitosterola i masne kiseline kao što su linolenska, palmitinska i stearinska kiselina.

## Djelovanje
Escin ima venotonična i antiedematozna svojstva te se stoga koristi u liječenju varikoznih vena, posttraumatskog i postoperativnog oticanja nogu, grčeva u listovima i posttromboznog sindroma. Osim toga ima i adstringenta, vazokonstriktorna i protuupalna svojstva. Međutim, escin je najznačajniji po svojem pozitivnom djelovanju na vene i kapilare. Djelujući antieksudativno jača vene i stijenke vena te se zato koristi kod simptoma kronične venske insuficijencije kao što su varikozne vene. 
Vrlo je popularan u obliku krema i gelova. Unatoč činjenici da ga službena medicina nije do kraja prihvatila klinički je dokazan pozitivan učinak escina u liječenju kronične venske insuficijencije, varikoznih vena i sličnih vaskularnih i cirkulacijskih poremećaja. 

## Nuspojave
Kada je riječ o sigurnosti escina valja reći da lokalni pripravci poput krema i gelova imaju puno bolji sigurnosni profil od pripravaka u obliku kapsula i tableta - unos escina u obliku kapsula ili tableta ne preporučuje se i može dovesti do oštećenja jetre i bubrega. Stoga osobe koje imaju oštećenje bubrega ili jetre ne bi smjele uzimati oralne pripravke na bazi escina i divljeg kestena. 
Također, oralni pripravci escina mogu izazvati nadražaj sluznice želuca i crijeva, a ne preporučuju se niti trudnicama i dojiljama. S druge strane, kod lokalnih pripravaka u obliku krema i gelova takva ograničenja ne postoje.